# العلاقات الإيطالية الرومانية
العلاقات الإيطالية الرومانية هي العلاقات الثنائية التي تجمع بين إيطاليا ورومانيا.

## مقارنة بين البلدين
هذه مقارنة عامة ومرجعية للدولتين:
| وجه المقارنة                                              | إيطاليا                                                  | رومانيا                                                                               |
| --------------------------------------------------------- | -------------------------------------------------------- | ------------------------------------------------------------------------------------- |
| المساحة (كم2)                                             | 301.34 ألف                                               | 238.40 ألف                                                                            |
| عدد السكان (نسمة)                                         | 60.60 مليون                                              | 19.59 مليون                                                                           |
| الكثافة السكانية (ن./كم²)                                 | 201.1                                                    | 82.17                                                                                 |
| العاصمة                                                   | روما، فلورنسا، تورينو                                    | بوخارست                                                                               |
| اللغة الرسمية                                             | اللغة الإيطالية                                          | اللغة الرومانية                                                                       |
| العملة                                                    | يورو، ليرة إيطالية                                       | ليو روماني                                                                            |
| الناتج المحلي الإجمالي (بليون دولار)                      | 1.93 تريليون                                             | 211.80 مليار                                                                          |
| الناتج المحلي الإجمالي (تعادل القوة الشرائية) بليون دولار | 2.26 تريليون                                             | 465.56 مليار                                                                          |
| الناتج المحلي الإجمالي الاسمي للفرد دولار أمريكي          | 29.96 ألف                                                | 9.47 ألف                                                                              |
| الناتج المحلي الإجمالي للفرد دولار أمريكي                 | 35.46 ألف                                                | 23.63 ألف                                                                             |
| مؤشر التنمية البشرية                                      | 0.873                                                    | 0.793                                                                                 |
| رمز المكالمات الدولي                                      | +39                                                      | +40                                                                                   |
| رمز الإنترنت                                              | .it                                                      | .ro                                                                                   |
| المنطقة الزمنية                                           | توقيت وسط أوروبا، ت ع م+01:00، ت ع م+02:00، أوروبا/روما ‏ | ت ع م+02:00، ت ع م+03:00، أوروبا/بوخارست ‏، توقيت شرق أوروبا، توقيت شرق أوروبا الصيفي ‏ |

## مدن متوأمة
في ما يلي قائمة باتفاقيات التوأمة بين مدن إيطالية ورومانية:
- ترتبط تريفيزو مع تيميشوارا باتفاقية توأمة.
- ترتبط سيرتالدو مع Sighetu Marmației [الإنجليزية]‏ باتفاقية توأمة.
- ترتبط كاستلبونو مع سينايا باتفاقية توأمة.
- ترتبط ساساري مع تيميشوارا باتفاقية توأمة.
- ترتبط تورينو مع باكاو باتفاقية توأمة منذ 2012.[19][19][19]
- ترتبط ليتشي ني مارسي مع Făurei [الإنجليزية]‏ باتفاقية توأمة.
- ترتبط فيرارا مع كرايوفا باتفاقية توأمة منذ 1960.
- ترتبط Pieve Emanuele [الإنجليزية]‏ مع Zimnicea [الإنجليزية]‏ باتفاقية توأمة.
- ترتبط بستويا مع Onești [الإنجليزية]‏ باتفاقية توأمة.
- ترتبط لاكويلا مع بيستريتسا باتفاقية توأمة.
- ترتبط فيناريا ريالي مع براشوف باتفاقية توأمة.
- ترتبط كواراتا مع فاسلوي باتفاقية توأمة.
- ترتبط فاريزي مع ألبا يوليا باتفاقية توأمة منذ 2003.
- ترتبط أوستا مع سينايا باتفاقية توأمة.
- ترتبط سانتا سيفيرينا مع مانغالايا باتفاقية توأمة.
- ترتبط ألساندريا مع ألبا يوليا باتفاقية توأمة منذ 1988.[20][21][22][23]
- ترتبط تيفولي مع فوكشاني باتفاقية توأمة.
- ترتبط طرابنش مع كونستانتسا باتفاقية توأمة.
- ترتبط أنكونا مع غالاتس باتفاقية توأمة منذ 2005.[19][24]
- ترتبط مورلوبو مع ياش باتفاقية توأمة.
- ترتبط نابولي مع كالاراش باتفاقية توأمة منذ 3 مايو 1960.
- ترتبط سانت اوريستي مع ياش باتفاقية توأمة.
- ترتبط كازيرتا مع بيتيشت باتفاقية توأمة.
- ترتبط برزانو دي سان بييترو مع Tașca [الإنجليزية]‏ باتفاقية توأمة.
- ترتبط فيادانا لومباردي مع ألبا يوليا باتفاقية توأمة منذ 19 سبتمبر 2006.
- ترتبط ييزي مع كلوج نابوكا باتفاقية توأمة.
- ترتبط ماسي توريلو مع Ciacova [الإنجليزية]‏ باتفاقية توأمة.
- ترتبط غرولياسكو مع رومان، رومانيا باتفاقية توأمة.
- ترتبط بوليكورو مع Bănești, Prahova [الإنجليزية]‏ باتفاقية توأمة.
- ترتبط إفريا مع Rădăuți [الإنجليزية]‏ باتفاقية توأمة.
- ترتبط بادوفا مع ياش باتفاقية توأمة منذ 1967.
- ترتبط كوربيتا، لومباردي مع ترجوفيشت باتفاقية توأمة.
- ترتبط Terranova da Sibari [الإنجليزية]‏ مع رومان، رومانيا باتفاقية توأمة.
- ترتبط روفيغو مع تولتشيا باتفاقية توأمة.
- ترتبط بيلاجيو مع سيريت باتفاقية توأمة.
- ترتبط كاسافاتوري مع Rucăr [الإنجليزية]‏ باتفاقية توأمة.
- ترتبط سولمونا مع كونستانتسا باتفاقية توأمة.
- ترتبط تشيتا دي كاستيلو مع سيغيشوارا باتفاقية توأمة.
- ترتبط فاينزا مع تيميشوارا باتفاقية توأمة منذ 10 يونيو 1992.[25][26][27][27]
- ترتبط نازانو مع ياش باتفاقية توأمة.
- ترتبط مقاطعة أسكولي بيتشينو مع إقليم غالاتس باتفاقية توأمة.
- ترتبط بارما مع كلوج نابوكا باتفاقية توأمة.
- ترتبط فوندي (إيطاليا) مع مانغالايا باتفاقية توأمة.
- ترتبط مونوبولي مع لوغوج باتفاقية توأمة.
- ترتبط بيناسكو (تورينو) مع بياترا نيامتس باتفاقية توأمة.
- ترتبط فراتا بوليسيني مع تولتشيا باتفاقية توأمة.
- ترتبط برينديزي مع غالاتس باتفاقية توأمة.
- ترتبط سيرينو مع بايا ماري باتفاقية توأمة منذ 2001.
- ترتبط مانديلو ديل لاريو مع Năsăud [الإنجليزية]‏ باتفاقية توأمة.
- ترتبط بورتو فيرو مع مانغالايا باتفاقية توأمة.
- ترتبط Piazzola sul Brenta [الإنجليزية]‏ مع Bicaz [الإنجليزية]‏ باتفاقية توأمة.
- ترتبط أبريليا مع تولتشيا باتفاقية توأمة.
- ترتبط إسبيكا مع سلاتينا باتفاقية توأمة.
- ترتبط مونتالبانو يونيكو مع Ghiroda [الإنجليزية]‏ باتفاقية توأمة.
- ترتبط Colognola ai Colli [الإنجليزية]‏ مع Răcăciuni [الإنجليزية]‏ باتفاقية توأمة.
- ترتبط فورانو ( إيطاليا ) مع ياش باتفاقية توأمة.
- ترتبط كيرفينارا مع Făget [الإنجليزية]‏ باتفاقية توأمة.
- ترتبط توريتا تيبيرينا مع ياش باتفاقية توأمة.
- ترتبط مانتوفا مع أوراديا باتفاقية توأمة منذ 2005.
- ترتبط فربانيا مع بياترا نيامتس باتفاقية توأمة.
- ترتبط فرانكافيلا أل ماري مع ياش باتفاقية توأمة.
- ترتبط فافارا مع مجيدية باتفاقية توأمة.
- ترتبط لاريانو مع Victoria, Brașov [الإنجليزية]‏ باتفاقية توأمة.
- ترتبط بوتنسا مع فوكشاني باتفاقية توأمة.
- ترتبط ريكاناتي مع Blaj [الإنجليزية]‏ باتفاقية توأمة.
- ترتبط بيزارو مع ريشيتسا باتفاقية توأمة.
- ترتبط فيلاتشيانو مع ياش باتفاقية توأمة.
- ترتبط سان بينيدتو دل ترونتو مع ألبا يوليا باتفاقية توأمة منذ 2000.
- ترتبط رغوس مع Rădăuți [الإنجليزية]‏ باتفاقية توأمة.
- ترتبط نوتشي مع ترجو جيو باتفاقية توأمة.
- ترتبط لونيانو في تيفيرينا مع Sighetu Marmației [الإنجليزية]‏ باتفاقية توأمة.
- ترتبط ديامانتي مع نوكاشوارا باتفاقية توأمة.
- ترتبط باليرمو مع تيميشوارا باتفاقية توأمة منذ 2005.
- ترتبط جنوة مع تيميشوارا باتفاقية توأمة منذ 15 مارس 1985.[28][29][30][31]
- ترتبط كورتونا مع رومان، رومانيا باتفاقية توأمة.
- ترتبط بيروجيا مع كونستانتسا باتفاقية توأمة منذ 1 ديسمبر 2004.[32][32]

## منظمات دولية مشتركة
يشترك البلدان في عضوية مجموعة من المنظمات الدولية، منها:
| علم المنظمة | اسم المنظمة                               | تاريخ انضمام إيطاليا | تاريخ انضمام رومانيا |
| ----------- | ----------------------------------------- | -------------------- | -------------------- |
|             | المنظمة الأوروبية لسلامة الملاحة الجوية   | 1996                 | 1996                 |
|             | المنظمة الهيدروغرافية الدولية             | ?                    | ?                    |
|             | منظمة الشرطة الجنائية الدولية             | ?                    | ?                    |
|             | الاتحاد البريدي العالمي                   | ?                    | ?                    |
|             | مركز تنسيق الحركة في أوروبا ‏              | ?                    | ?                    |
|             | حلف شمال الأطلسي                          | 4 أبريل 1949         | 29 مارس 2004         |
|             | منظمة التجارة العالمية                    | 1995                 | 1995                 |
|             | الفريق المعني برصد الأرض                  | ?                    | ?                    |
|             | مجموعة الموردين النوويين                  | ?                    | ?                    |
|             | مؤسسة التنمية الدولية                     | 24 سبتمبر 1960       | 12 أبريل 2014        |
|             | اتفاقية السماوات المفتوحة                 | ?                    | ?                    |
|             | منظمة الأمن والتعاون في أوروبا            | 25 يونيو 1973        | 25 يونيو 1973        |
|             | مؤسسة التمويل الدولية                     | 27 ديسمبر 1956       | 23 سبتمبر 1990       |
|             | مجلس أوروبا                               | 5 مايو 1949          | 7 أكتوبر 1993        |
|             | منظمة حظر الأسلحة الكيميائية              | ?                    | ?                    |
|             | الأمم المتحدة                             | 14 ديسمبر 1955       | 14 ديسمبر 1955       |
|             | الاتحاد الدولي للاتصالات                  | 1866                 | 9 فبراير 1866        |
|             | الاتحاد الأوروبي                          | 25 مارس 1957         | 2007                 |
|             | البنك الدولي للإنشاء والتعمير             | 27 مارس 1947         | 15 ديسمبر 1972       |
|             | مجموعة أستراليا                           | 1985                 | 1995                 |
|             | المركز الدولي لتسوية المنازعات الاستشارية | 28 أبريل 1971        | 12 أكتوبر 1975       |
|             | وكالة الفضاء الأوروبية                    | ?                    | 23 ديسمبر 2011       |
|             | وكالة ضمان الاستثمار متعدد الأطراف        | 29 أبريل 1988        | 10 سبتمبر 1992       |
|             | يونسكو                                    | ?                    | 27 يوليو 1956        |

## أعلام
هذه قائمة لبعض الشخصيات التي تربطها علاقات بالبلدين:
- آنا كاترينا موراريو (20 نوفمبر 1980[41] – )
- ريتشارد ماركوني (لاعب كرة قدم إيطالي، 21 يناير 1993[42] – )
- غابرييلي أوريالي (لاعب كرة قدم إيطالي، 25 نوفمبر 1952[43] – )
- فيكتور بونتا (سياسي روماني، 20 سبتمبر 1972 – )
- كريستينا جورجي (لاعبة كرة يد رومانية، 24 أبريل 1986 – )
- نيكولا ديميترو (لاعب كرة قدم إيطالي، 12 أكتوبر 1991[44] – )
- والتر زينغا (لاعب ومدرب كرة قدم إيطالي، 28 أبريل 1960[45] – )

## وصلات خارجية
- موقع وزارة الخارجية الإيطالية
- موقع وزارة الخارجية الرومانية